# Tak Matsumoto
Takahiro "Tak" Matsumoto (松本 孝弘, Matsumoto Takahiro) (Toyonaka, Osaka, 27 de março de 1961) é um guitarrista, compositor e produtor musical japonês. Ficou famoso por ter fundado uma das bandas de hard rock mais famosas do Japão, B'z, com seu parceiro e cantor Koshi Inaba.
Tak Matsumoto tem como influências diversos estilos musicais, variando do jazz ao hard rock, todos adquiridos ao longo dos anos, quando começou a ter reputação quando trabalhava como membro suporte de artistas famosos dos anos 80 como TM Network e Mari Hamada.

## História
Em 1988 Tak decide iniciar uma carreira solo de guitarra, e lança seu primeiro álbum solo, chamado Thousand Wave. Meses depois, conheceu Koshi Inaba, e depois de ter gravado algumas músicas com ele, deu início ao B'z.
A dupla até hoje faz sucesso no Japão. A banda já trabalhou com estilos variados, do Pop Rock ao Hard Rock e do Jazz ao Blues. O quê também já destacou a banda foram as parcerias internacionais com Steve Vai (fizeram uma participação especial no seu álbum The Ultra Zone, em 1999, mais precisamente na faixa "Asian Sky") e Aerosmith (dividiram o palco com a banda em 2002).
Em 1996 Tak lança o álbum de covers Rock'n Roll Standard Club. O álbum continha covers de varias músicas famosas como "Into the arena" do Guitarrista Michael Schenker, "Communication Breakdown" do Led Zeppelin, e "Sunset", do guitarrista Gary Moore, entre outros.
Em 1999, Tak se tornou um dos únicos cinco guitarristas do mundo e o único asiático a possuir um modelo próprio da guitarra Gibson Les Paul, batizada de "Tak Matsumoto Les Paul".
Em 2002 Tak lança seus últimos álbuns de guitarra instrumental intitulados de "Hana" e "Dragon from the West". Os dois álbuns quebraram recordes no Japão, ficando nas cinco primeiras posições do Ranking dos mais vendidos da "Oricon", um fato que acontece com extrema raridade com a música instrumental.[carece de fontes?]
Em 2003, fundou o Tak Matsumoto SOLO PROJECT, um trabalho de guitarra com o qual ele lançou um álbum chamado The Hit Parade com 17 vocalistas diferentes.
Em 2004 Tak montou a banda TMG - Tak Matsumoto Group, que conta com Eric Martin (Mr. Big) nos vocais, Jack Blades (ex-Night Ranger e Damn Yankees) no baixo e Chris Frazier (ex-Steve Vai) na bateria.
Também em 2004 Tak realizou uma colaboração especial com a Orquestra Sinfônica Metropolitana de Tóquio, que consistiu em três shows no Suntory Hall em julho. Em 2007, Tak também se tornou o único guitarrista asiático a ter seu nome escrito na Calçada da Fama do Rock de Hollywood. Em 2009, Tak participou do último single do guitarrista Steve Salas com um solo de guitarra. Em 2010, com Larry Carlton recebeu um prêmio Grammy pelo álbum Take Your Pick.

## Discografia

### Solo

#### Singles
- "88 -Love Story / Love Ya" (25 de Outubro de 1991)
- "1090 Thousand Dreams / LIFE" (18 de Março de 1992)
- "THE CHANGING" (25 de Março de 1999)
- "Tak Matsumoto featuring ZARD - Ihoujin" (27 de Setembro dee 2003)
- "Tak Matsumoto featuring Mai Kuraki - Imitation Gold (10 de outubro de 2003)
- "OH JAPAN ~OUR TIME IS NOW~ TMG - Tak Matsumoto Group (31 de Março de 2004)

#### Álbuns
- Thousand Wave (21 de Maio de 1988)
- Wanna Go Home (22 de Abril de 1992)
- Knockin' "T" Around (14 de Abril de 1999)
- Hana (27 de Fevereiro de 2002)
- Dragon from the West (27 de Fevereiro de 2002)
- Rock'n Roll Standard Club (15 De Maio de 1996)
- The Hit Parade (26 de Novembro de 2003)
- House of Strings' (24 de Novembro de 2004)
- Take Your Pick (com Larry Carlton) (2 de junho de 2010)
- Theatre of Strings (19 de Outubro de 2005)
- New Horizon (30 de abril de 2014)

### com Tak Matsumoto Group

#### Álbuns
- TMG I (23 de junho de 2004)

#### Singles
- "Oh Japan ~Our Time Is Now~" (31 de março de 2004)

#### Vídeo
- Dodge the Bullet (15 de dezembro de 2004)

## Participações
- Metal Galaxy — Babymetal (2019; na faixa "Da Da Dance")